# 茨城県道23号筑西三和線
茨城県道23号筑西三和線（いばらきけんどう23ごう ちくせいさんわせん）は、茨城県筑西市から古河市までを結ぶ県道（主要地方道）である。

## 概要
筑西市内の国道294号一本松交差点から同市関城地区を経由して、鬼怒川を鬼怒川大橋にて渡り、古河市三和地区の国道125号尾崎十字路まで結ぶ延長約15キロメートル (km) の主要地方道である。沿線に、つくば関城工業団地がある。

### 路線データ
- 起点：茨城県筑西市一本松字一本松60-1番地先（国道294号交点、一本松交差点）[1]
- 終点：茨城県古河市尾崎1295番（国道125号交点、茨城県道126号尾崎境線起点、尾崎交差点）[2]
- 総延長：14.641 km[3]
- 重用延長：0.017 km[3]
- 未供用延長：なし[3]
- 実延長：14.624 km[3]
- 自動車交通不能区間延長[注釈 1]：なし[3]
- 幅員
  - 筑西市関本下 - 結城市山王：10.5 m（車道部6.5 m/2車線）[4]
  - 結城市 - 八千代町（バイパス）：23.5 m（車道部6.5 m/2車線）[5]

## 歴史
1972年（昭和47年）3月1日、前身にあたる県道小堤下館線の一部（結城市新宿新田 - 下館市）、県道新宿新田境線の一部（結城市新宿新田 - 三和町尾崎）を廃止・統合して、下館市（現：筑西市）を起点、猿島郡三和町（現：古河市）の終点に至る区間を新たな主要地方道とする県道下館三和線（整理番号40）として茨城県が路線認定した県道である。
1995年（平成7年）に、茨城県道の路線再編が行われた際に、整理番号40から現在の整理番号23となり、さらに平成時代の市町村統合（平成の大合併）が行われたことにより、2006年（平成18年）には自治体名称の変更に合わせて現在の路線名称である筑西三和線に変更されて現在に至る。県西地域の広域幹線道路として整備が進められてる筑西幹線道路の一部として、2005年開通の関城バイパス、2011年の鬼怒川大橋の供用済み区間のほか、結城市 - 八千代町間のバイパス事業が行われている。

### 年表
- 1972年（昭和47年）3月1日
  - 茨城県が下館三和線（整理番号40）として県道路線認定[6]。
  - 下館市二木成町 - 猿島郡三和町大字尾崎の区間（延長17.324 km）を道路区域に決定、供用開始[7]。
  - 前身路線である小堤下館線（猿島郡総和町大字小堤 - 下館市、整理番号143）および、新宿新田境線（結城市大字新宿新田 - 猿島郡境町、整理番号145）を廃止[8][注釈 2]。
- 1984年（昭和59年）3月29日：結城市大字今宿（県道結城岩井線交点）にバイパス（1.2 km）を新設する道路区域決定[9]。
- 1985年（昭和60年）1月26日：国道294号常総バイパス部分開通に伴い一本松交差点を改良供用開始[10]。
- 1985年（昭和60年）8月29日：結城市大字今宿 - 同市大字古宿新田（県道結城岩井線交点）のバイパス道路（0.5 km）が開通[11]。
- 1987年（昭和62年）6月1日：下館市大字二木成（国道294号旧道） - 同市大字一本松（常総バイパス・一本松交差点）の旧道（698.5 m）が指定解除され下館市道へ降格[1]。起点が、現在の位置に移る。
- 1988年（昭和63年）3月3日：結城市大字今宿地内の旧道（770 m）が県道指定解除され結城市道に降格する[12]。
- 1993年（平成5年）5月11日 - 建設省から、県道下館三和線が下館三和線として主要地方道に指定される[13]。
- 1995年（平成7年）3月30日：整理番号40から現在の番号（整理番号23）に変更される[14]。
- 1998年（平成10年）3月23日：真壁郡関城町大字舟生（つくば関城工業団地 - 関城支所付近）の関城バイパスの一部（約0.7 km）が供用開始される[15]。
- 2000年（平成12年）3月21日：関城町大字舟生（木有戸交差点 - つくば関城工業団地）の関城バイパスの一部（約0.7 km）が供用開始される[16]。
- 2001年（平成13年）3月1日：下館市大字一本松 - 関城町大字関本中の区間が、通行する車両の最大重量限度25トンの道路に指定される[17]。
- 2003年（平成15年）8月21日：関城町大字関本下（鬼怒川大橋下交差点）の関城バイパスの一部区間（約1.2 km）が開通する[18]。
- 2005年（平成17年）8月8日：筑西市関本下（関城支所南交差点〜主要地方道結城下妻線）の関城バイパスの一部（約0.9 km）が供用され、関城バイパスが全線開通する[19]。
- 2006年（平成18年）
  - 4月1日：路線名を筑西三和線へ改称[20]。
  - 4月6日：筑西市舟生 - 筑西市関本下の区間を、通行する車両の最大重量限度25トンの道路に指定[21]。
- 2009年（平成21年）2月26日：関城バイパスの開通を受け、筑西市大字舟入（木有戸交差点） - 大字関本中（鬼怒川大橋下交差点）までの旧道（4.02 km）が県道指定解除により市道降格となる[22]。
- 2010年（平成22年）4月1日：結城市今宿 - 同市新宿新田の区間を、通行する車両の最大重量限度25トンの道路に指定[23]。
- 2011年（平成23年）11月26日：1960年（昭和35年）に架設された旧橋梁の老朽化と幅員拡幅のため、架け替え工事が完成した鬼怒川大橋（新）が開通する[24][25]。
- 2013年（平成25年）2月14日
  - 結城市大字粕礼地内で延長473 mが道路区域に指定される[26]。
  - 結城市大字山王 - 同市大字今宿（茨城県道20号結城坂東線交点）のバイパス道の道路区域（4.192 km）が決定する[27]。
- 2013年（平成25年）11月14日：結城郡八千代町大字下山川 - 大字佐野（グリーンライン交点）まで延長2.146 kmがバイパス道の道路区域に決定する[28]。
- 2021年（令和3年）3月22日：結城市山王 - 同市粕札（県道20号交点・粕札北交差点）の筑西三和線バイパスの一部区間（計3.0 km）を供用開始[29][30]。
- 2022年（令和4年）4月1日：結城市山王（鬼怒川大橋西交差点） - 結城市粕礼（粕札北交差点）を、通行する車両の総重量の最高限度25トンの道路に指定[31]。
- 2023年（令和5年）3月30日：結城市大字山王 - （山川小学校前） - 同市大字今宿の旧道（2.3 km）を指定解除し、一部結城市へ移管[32]。

## 路線状況
全線対向2車線で見通し良好で交通の流れはよい。古河市尾崎地内と結城郡八千代町塩本の一部で、それぞれ道路未改良の狭隘区間（約0.2 km）が残る。結城市今宿地内で主要地方道結城坂東線と一部重複し、この区間のみ本路線の線形がクランク状となる。茨城県では筑西幹線道路整備の一環として、鬼怒川大橋から国道125号を結ぶ、結城 - 八千代バイパスが平成25年より整備事業中である。
道路法の規定に基づき、筑西市西方（筑西市道交差） - 結城市古宿新田（主要地方道結城坂東線交差）間および、結城市今宿（主要地方道結城坂東線交差） - 古河市尾崎（国道125号交差）間は、緊急輸送道路として機能を維持するため、災害発生時の被害拡大防止を目的に道路用地内に電柱を建てることが制限されている。

### バイパス
- 筑西三和線バイパス
筑西幹線道路の一環として整備中のバイパス道路。結城市山王の鬼怒川大橋西詰から現道より分岐し、粕札北交差点で茨城県道20号と交差し、結城郡八千代町大字佐野の広域道路グリーンラインと結ばれる予定。2021年までに、鬼怒川大橋 - 粕礼北交差点の北半分が開通している。

### 重複区間
- 茨城県道20号結城坂東線（結城市古宿新田 - 結城市今宿：約0.6 km）

### 道路施設
- 西方橋（大谷川、筑西市西方）
- 舟木橋（糸繰川、筑西市舟生）
- 鬼怒川大橋（鬼怒川、筑西市 - 結城市境）
鬼怒川に架かる筑西市と結城市を結ぶ、橋長624 mの9径間PC箱桁構造の橋梁。筑西幹線道路の一部としても位置付けられている。現在供用中の橋は2代目で、平成15年度より約35億円の予算で事業化され、2011年（平成23年）11月26日に暫定2車線にて開通した。初代の鬼怒川大橋は1960年（昭和35年）に開通したRC桁＋トラス橋で、2代目鬼怒川大橋の建設最中にあった2011年3月の東日本大震災で被災し通行止めを余儀なくされた。このような事情から2代目橋は当初2012年3月開通予定だった工期を4か月前倒されて開通している[4]。
  - 初代
橋長 625 m
幅員 6 m (車道5 m/6 m(2車線),歩道なし)
構造 9径間RCゲルバー桁 (225 m)＋4径間単純鋼トラス (220 m)＋7径間RCゲルバー桁 (180 m)
竣工年 1960年
  - 二代目
橋長 624.0 m
幅員 暫定：10.5 m (車道6.5 m/7.5 m(2車線),片側歩道2.5 m)- 計画：21 m (4車線,両側歩道)
構造 3径間連続PC箱桁 (150.4 m)＋3径間連続PCラーメン箱桁 (314.2 m)＋3径間連続PC箱桁 (159.4 m)

竣工年 2011年11月

## 地理

### 通過する自治体
- 筑西市
- 結城市
- 結城郡八千代町
- 古河市

### 交差する道路
- 国道294号（筑西市一本松、起点）

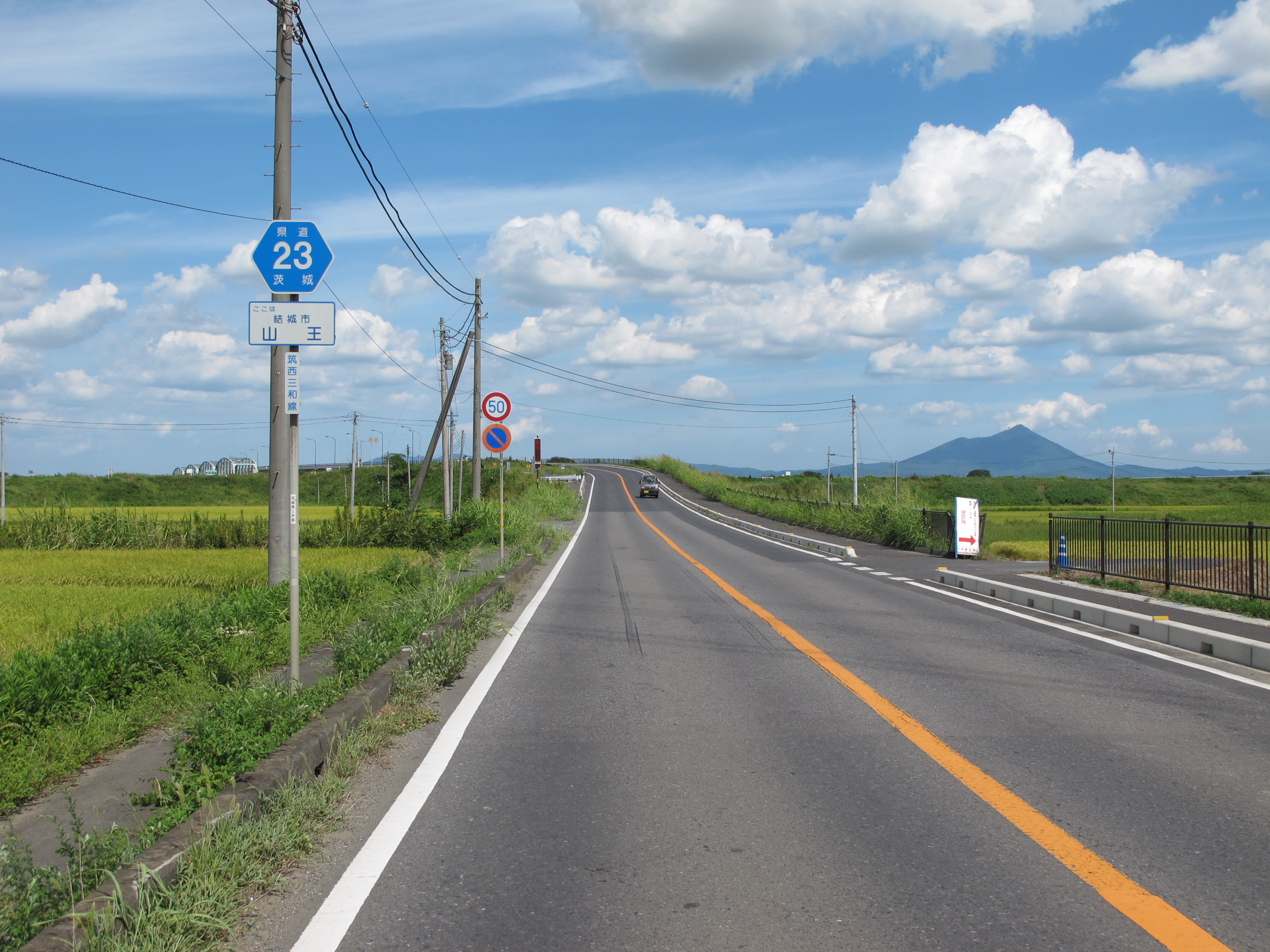
茨城県道23号筑西三和線
結城市山王（2012年8月）
鬼怒川大橋付近から筑波山を望む

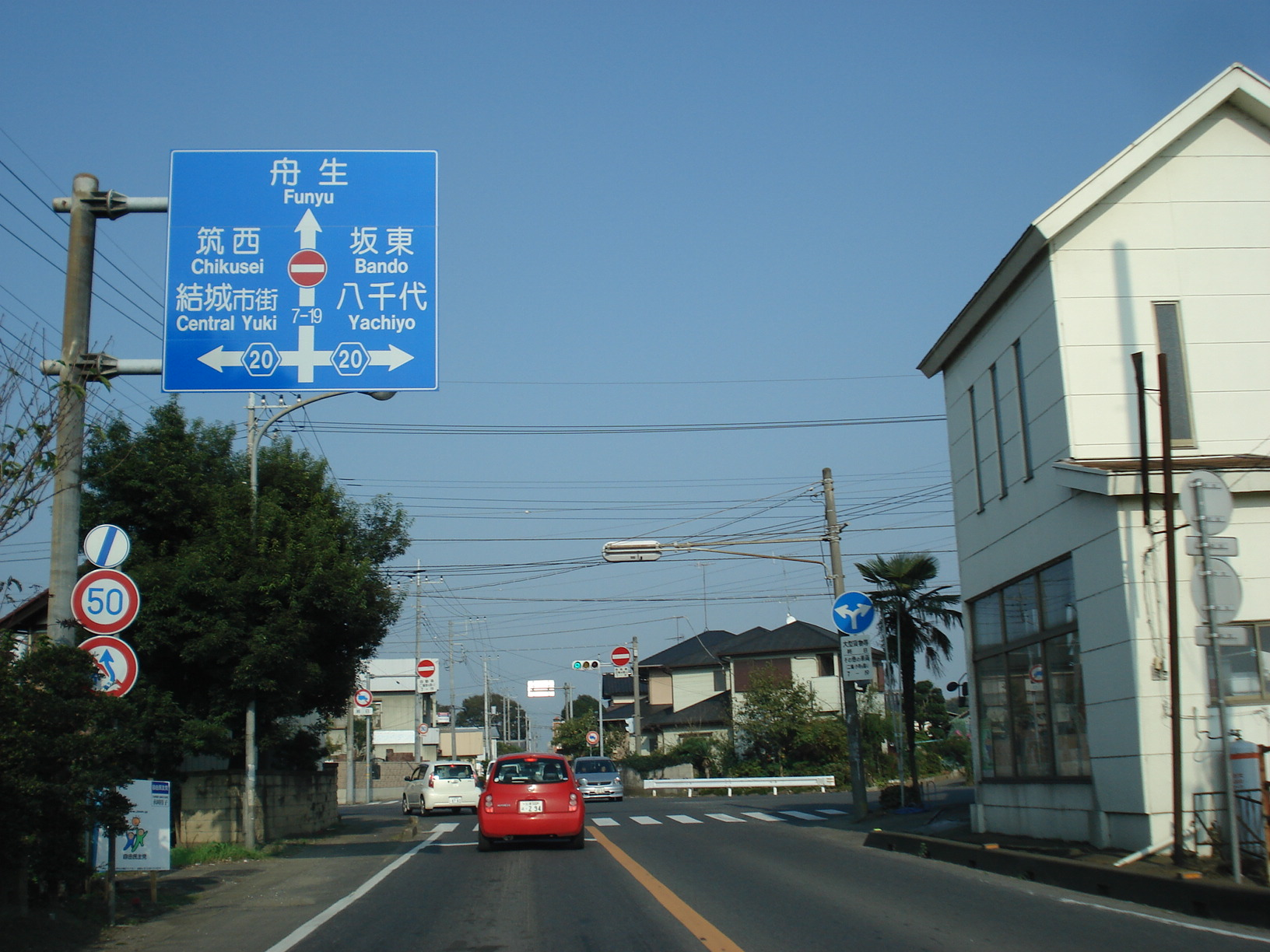
結城市山川新宿付近

- 茨城県道15号結城下妻線（筑西市関本中・関本中交差点）
- 茨城県道233号山王下妻線（結城市大字山王・山王交差点）
- 茨城県道20号結城坂東線（結城市大字古宿新田）
- 茨城県道20号結城坂東線（結城市大字山川新宿）
- 茨城県道124号新宿新田総和線（結城市大字新宿新田）
- 国道125号・茨城県道126号尾崎境線（古河市尾崎、終点）

### 沿線にある施設など
- 茨城県立下館工業高等学校（筑西市西方）
- つくば関城工業団地（筑西市舟生）
- 山川不動尊（結城市大字山川新宿）